# بینهم
بینهم (به انگلیسی: Beenham) یک روستا و محله مدنی در بریتانیا است که در بارکشر غربی واقع شده‌است. بینهم ۸٫۰۵ کیلومتر مربع مساحت و ۴۵۹ نفر جمعیت دارد.